# Strefy mrozoodporności

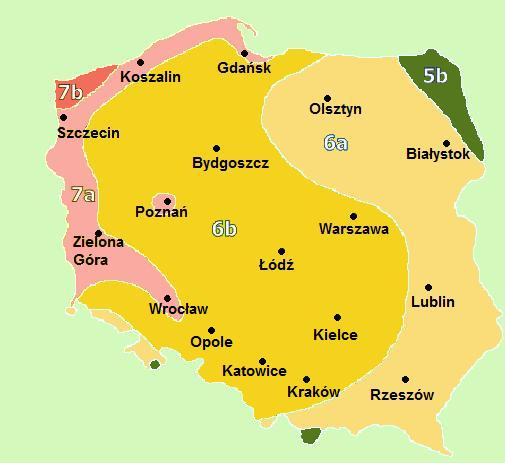
Strefy mrozoodporności w Polsce według klasyfikacji USDA, opracowana przez W. Heinze i D. Schreiber w 1984 roku.

Strefy mrozoodporności, strefy klimatyczne USDA – obszary wydzielone geograficznie na podstawie kryterium średniej rocznej temperatury minimalnej.

## Założenia stref mrozoodporności

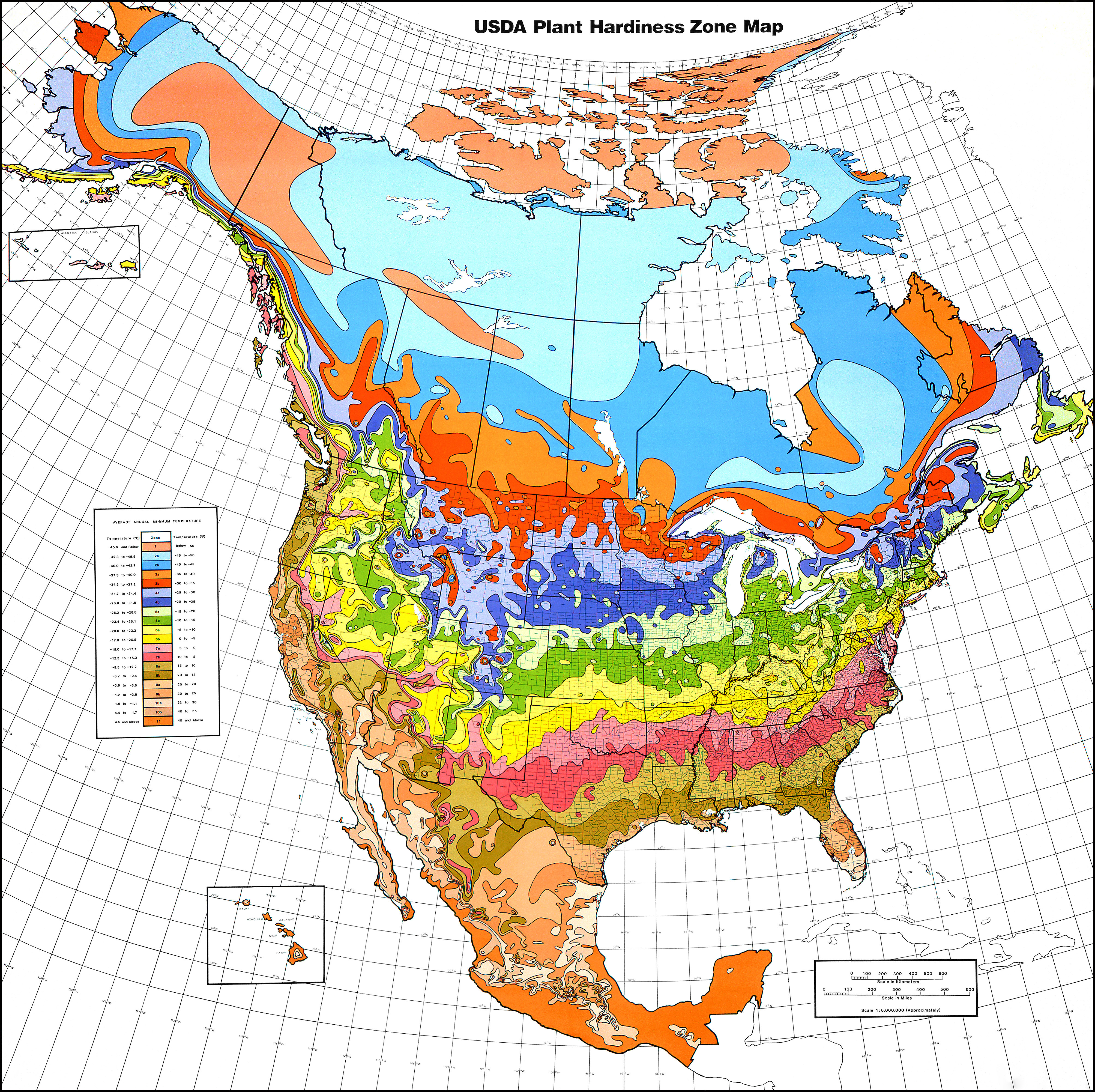
Strefy mrozoodporności Ameryki Północnej według USDA

Podział na strefy wprowadzony został przez Departament Rolnictwa USA (United States Department of Agriculture, USDA), a później został zaadaptowany też poza granicami Stanów Zjednoczonych, w celu podniesienia skuteczności nasadzeń roślin uprawianych. Minimalne temperatury są bowiem jednym z istotnych czynników wpływających na możliwości uprawy poszczególnych gatunków roślin. Informacje, jak niskie temperatury rośliny tolerują, a tym samym w jakich strefach mrozoodporności mogą być uprawiane, pozwalają optymalnie planować dobór gatunków roślin do nasadzeń. Strefy mrozoodporności są wskazówką przy doborze roślin, jednak kierując się nimi należy pamiętać także o innych czynnikach, wpływających na zdolność roślin do tolerowania niskich temperatur, jak grubość i długość zalegania pokrywy śnieżnej, wilgotność powietrza i gleby, nasłonecznienie w okresie zimowym i wiosennym, rodzaj gleby oraz siła i dominujące kierunki wiatru. Pamiętać należy także, że strefy informują o najniższych temperaturach, nie odnosząc się do temperatur letnich. Obszary w tej samej strefie mrozoodporności mogą znacznie różnić się temperaturami letnimi, co należy także uwzględniać przy doborze roślin do uprawy.
| Strefa | Strefa | Od         | Do         |
| ------ | ------ | ---------- | ---------- |
| 0      | a      | < –53,9 °C | < –53,9 °C |
| 0      | b      | –53,9 °C   | –51,1 °C   |
| 1      | a      | –51,1 °C   | –48,3 °C   |
| 1      | b      | –48,3 °C   | –45,6 °C   |
| 2      | a      | –45,6 °C   | –42,8 °C   |
| 2      | b      | –42,8 °C   | –40,0 °C   |
| 3      | a      | –40,0 °C   | –37,2 °C   |
| 3      | b      | –37,2 °C   | –34,4 °C   |
| 4      | a      | –34,4 °C   | –31,7 °C   |
| 4      | b      | –31,7 °C   | –28,9 °C   |
| 5      | a      | –28,9 °C   | –26,1 °C   |
| 5      | b      | –26,1 °C   | –23,3 °C   |
| 6      | a      | –23,3 °C   | –20,6 °C   |
| 6      | b      | –20,6 °C   | –17,8 °C   |
| 7      | a      | –17,8 °C   | –15,0 °C   |
| 7      | b      | –15,0 °C   | –12,2 °C   |
| 8      | a      | –12,2 °C   | –9,4 °C    |
| 8      | b      | –9,4 °C    | –6,7 °C    |
| 9      | a      | –6,7 °C    | –3,9 °C    |
| 9      | b      | –3,9 °C    | –1,1 °C    |
| 10     | a      | –1,1 °C    | 1,7 °C     |
| 10     | b      | 1,7 °C     | 4,4 °C     |
| 11     | a      | 4,4 °C     | 7,2 °C     |
| 11     | b      | 7,2 °C     | 10,0 °C    |
| 12     | a      | 10,0 °C    | 12,8 °C    |
| 12     | b      | > 12,8 °C  | > 12,8 °C  |

## Strefy mrozoodporności w Polsce
Najłagodniejsze zimy w Polsce (strefa 7), panują wzdłuż pasa wybrzeży i wzdłuż zachodniej granicy państwa, sięgając wzdłuż doliny Odry do Wrocławia, oraz w niewielkiej enklawie wokół Poznania. Stwarzają one możliwość uprawy roślin słabiej znoszących silne mrozy. Pozostały obszar kraju znajduje się w strefie 6, z wyjątkiem Suwalszczyzny i Tatr znajdujących się w strefie 5.